# Clawfinger (musikalbum)
Clawfinger är det tredje musikalbumet av det svensk-norska hårdrocksbandet (industrial rap-metal) Clawfinger. Albumet släpptes 29 september 1997 av skivbolaget MVG Records. Spår 5, "Don't Wake Me Up", var den första låten som komponerades av basisten André Skaug.

## Låtförteckning
1. "Two Sides" – 4:05
2. "Hold Your Head Up" – 3:26
3. "Biggest & The Best" – 3:51
4. "Chances" – 2:58
5. "Don't Wake Me Up" – 4:10
6. "Not Even You" – 2:46
7. "Nobody Knows" – 3:12
8. "I Can See Them Coming" – 3:39
9. "Wrong State of Mind" – 3:51
10. "I'm Your Life & Religion" – 3:56
11. "Crazy" – 2:47
12. "I Guess I'll Never Know" – 4:51

Bonusspår på 2004-utgåvan
1. "RealiTV" – 3:46
2. "Runnerboy" – 3:36
3. "What Gives Us the Right" – 3:36

- Text och musik: Clawfinger (alla låter utan spår 1, 3, 5 som är skrivna av André Skaug).

## Medverkande
Musiker (Clawfinger-medlemmar)
- Zak Tell – sång
- Jocke Skog – keyboard, bakgrundssång, gitarr, basgitarr, programmering
- Erlend Ottem – sologitarr
- Bård Torstensen – kompgitarr, sitar, tamboura, bakgrundssång
- André Skaug – basgitarr
- Henka Johansson – trummor

Bidragande musiker
- Antoinette Sayegh – sång (spår 1)
- Sebastian Oberg – cello (spår 5)
- Richard Mouser – gitarr (spår 7)
- Peter Reardon – sång (spår 7)
- Jon Rekdal – trumpet (spår 8)
- Fläskkvartetten – stråkinstrument (spår 11, 12)
- Kör (spår 3 och 7) – André Skaug, Bård Torstensen, Chris Grace, Christian Neppenström, Henka Johansson, Håkon Roth, Jocke Skog, Johan Gullbo, Mårten Hagström, Rune Benjaminsen, Stefan Carlsson, Stefan Ekebom, Thomas Blindberg, Ulf Kruckenberg

Produktion
- Clawfinger – producent
- Peter Reardon – producent
- Richard Mouser – ljudtekniker
- Adam Kviman – ljudtekniker
- Jocke Skog – ljudmix
- Stefan Glaumann – ljudmix
- Tom Baker – mastering
- Per Kviman – omslagsdesign
- Nina Beckmann – omslagsdesign
- Tarik Saleh – omslagsdesign
- Alexander Kurlandsky – foto
- Peter Gehrke – foto